# (2306) Bauschinger
(2306) Bauschinger es un asteroide perteneciente al cinturón de asteroides, descubierto el 15 de agosto de 1939 por Karl Wilhelm Reinmuth desde el Observatorio de Heidelberg-Königstuhl, Alemania.

## Designación y nombre
Designado provisionalmente como 1939 PM. Fue nombrado Bauschinger en honor al astrónomo alemán Julius Bauschinger.